# Palmoconcha laevata
Palmoconcha laevata är en kräftdjursart som först beskrevs av Norman 1865.  Palmoconcha laevata ingår i släktet Palmoconcha, och familjen Loxoconchidae. Arten är reproducerande i Sverige.